# The Damned (episodio de South Park)
«The Damned» es el tercer episodio de la vigésima temporada de la serie animada de televisión norteamericana South Park. Es el episodio número 270 de la serie y fue escrito y dirigido por el cocreador de la misma Trey Parker. Se estrenó en Estados Unidos el 28 de septiembre de 2016 en el canal Comedy Central.
La policía está investigando la misteriosa desaparición de Cartman de las redes sociales y Gerald disfruta de la gran atención que atrae como el trol «SkankHunt42» mientras que el candidato presidencial Garrison está listo para el debate presidencial.

## Trama

### Acto 1
La medallista de oro olímpica de Dinamarca Freja Ollengaurd es entrevistada en el show televisivo Sympli Heidi donde cuenta su historia de acoso por el trol Skankhunt42, Ella tuvo cáncer y debió practicarse una mastectomía, y el trol aprovecha esta tragedia para hacer bromas relacionadas con el cáncer durante la propia emisión de la entrevista, lo cual deja consternada a Ollengaurd mientras Gerald Broflovski (quien en realidad es el trol Skankhunt42 ) se encuentra extasiado con sus logros.
Al día siguiente dos policías tocan a la puerta de la residencia Broflovski y abre Gerald un poco asustado pensando que fue descubierto, pero en realidad los agentes preguntan si sabe el motivo por el que Cartman desapareció de Twitter. Quieren saber si se trata de un homicidio o de un suicidio de Twitter como el de Heidi Turner. Gerald le pregunta a Kyle quien se muestra muy asustado e inmediatamente se va la policía, llama a sus amigos y cómplices en la destrucción de los equipos de comunicación de Cartman. Todos ellos tienen mucho temor de ser descubiertos y Butters les dice que lo preocupante no es la policía sino Eric, pues el siente que Cartman "vendrá por ellos" como un espíritu vengativo. Mientras esto sucede Stan se encuentra deprimido por su ruptura con Wendy y habla con su padre y ambos concluyen que las "cosas apestan" (aunque Randy se refiere a la campaña presidencial).
Más adelante, Hillary Clinton es asesorada por sus colaboradores para el primer debate presidencial quienes le sugieren que no se debe llevar por las provocaciones de Garrison y que a todo conteste: "mi oponente es un mentiroso y no se puede confiar en él". Una vez inicia el debate con Lester Holt, el candidato Garrison confiesa que no tiene ningún plan de gobierno y les pide a todos que voten por Clinton, a lo cual ella contesta "mi oponente es un mentiroso y no se puede confiar en él", lo cual resulta contraproducente para sus pretensiones y favorable para las de Garrison quien insiste infructuosamente en su confesión, mientras Clinton repite en forma robótica la misma frase.
Mientras tanto, los chicos son indagados por el director PC sobre la des conexión de Cartman con el resto de las personas. Los chicos no dicen nada, pero el director PC tiene una teoría muy próxima a lo que realmente ocurrió. En ese momento, Eric deambula por los pasillos de las escuela sin que nadie note su presencia cuando es llamado por Heidi Turner quien le dice que la siga hasta un parque donde se encuentran todas las personas que no están conectadas a Twitter. 
Por otro lado, Randy entra muy enojado al bar del pueblo pues está indignado con quienes piensan votar por Garrison, pero Stiven Stoch le dice que todos están cansados de la retórica de los políticos norteamericanos y de que les fallen una vez que llegan al poder y por ello les gusta Garrison pues es alguien que dice lo que piensa y siente. Por su parte Garrison sigue diciendo a todos que no tiene la más mínima idea de ser presidente, que es un completo idiota, que no es una buena persona y que es un gran error que él sea candidato presidencial. La gente al escuchar estas confesiones lo ovacionan muy a su pesar.

### Acto 2
Mientras Gerald sigue regocijándose de su papel de Trol en Internet, Cartman habla con Heidi quien le pide disculpas por pensar que era él quien las acosaba por la red y le ofrece su amistad. Por su parte Randy ve un discurso televisivo del candidato Garrison y se identifica con su sinceridad y decide cambiar su voto hacia él. Cuando le comunica esto a Stiven Stotch (padre de Butters), éste le cuenta que también ha cambiado su voto pero hacia Clinton. Los dos sienten que una fuerza extraña los está manipulado y para calmarse deciden comer una tarta de Member Berries, lo cual le parece un poso sospechoso a Randy, pero de todas formas se come la tarta.
Mientras Gerald se encuentra en el bar del pueblo se entera de que Freja Ollengaurd se suicidó debido al acoso del trol Skankhunt42, lo cual lo deja perplejo y con sentimiento de culpa, mientras el pueblo danés jura vengar la muerte de la deportista, pues ellos saben que para destruir al trol solo basta con "decir su nombre".

### Acto 3
Mientras que Cartman sigue conversando con Heidi, Randy visita una plantación de member Berries para descubrir sus misterios y Gerald encuentra una nota en su vehículo que le advierte que ha sido descubierto, tras lo cual intenta deshacerse de todas las pruebas que lo impliquen con el trol, incluso destruye y elimina su computadora, pero al revisar su correo electrónico en el equipo de Ike encuentra un mensaje que donde alguien lo cita a una reunión el día siguiente.
El episodio finaliza con Cartman y Heidi comiendo en un Macdonalds. Ambos se sienten bien por no estar en las redes y tener tiempo de hacer otras cosas. Cartman aprovecha y le pregunta a Heidi si las mujeres no tienen bolas. Ella le confirma que no tienen y Cartman se siente extrañado pues no logra entender que es entonces lo que les rasca en la base de su vagina y ante su sorpresa Heidi se ofrece a enseñarle.

## Producción

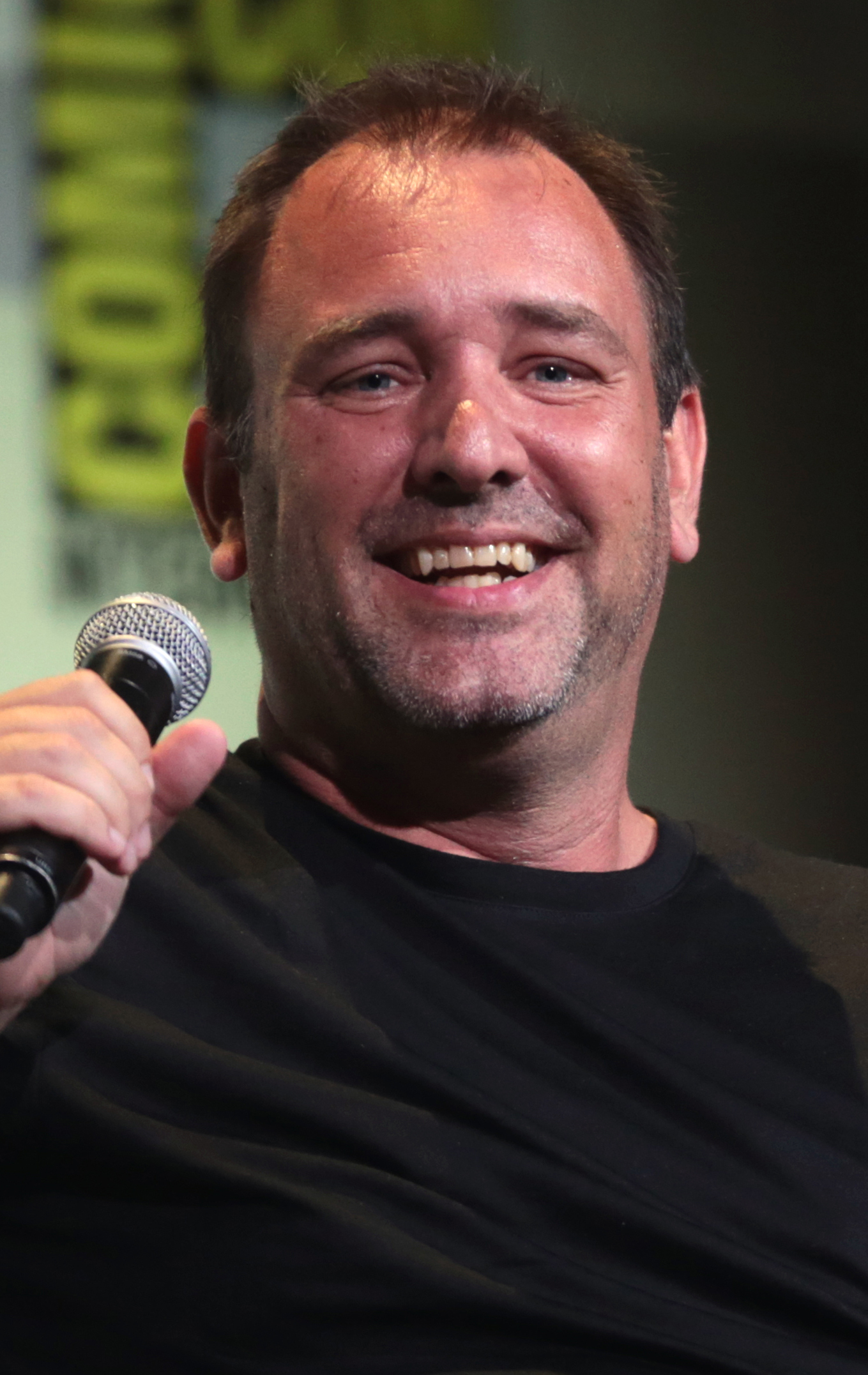
El creador y director del episodio Trey Parker.

La temporada vigésima de South Park adopta una trama en forma de serie donde todos los capítulos están interrelacionados, siendo el tercero quien reúne los elementos que se han abordado en los dos capítulos anteriores. A pesar de que desde la temporada dieciocho los creadores de la serie venían utilizando una narración serial, la temporada veinte es la primera donde no se observa una trama individual en cada episodio, sino que parece una historia larga contada por pedazos.
Es de resaltar que el personaje de Kenny apenas aparece desempeñando un papel muy secundario de una escena del primer episodio de la temporada y en el resto ha sido marginado de la trama. Todo lo contrario sucede con Gerald Broflovsky, el padre de Kyle, quien habitualmente es un personaje de reparto y en la temporada vigésima ha tenido gran protagonismo.

### Personajes

#### Habituales y no debutantes
| Personaje         | Roll                              | Debut                                   |
| ----------------- | --------------------------------- | --------------------------------------- |
| Eric Cartman      | Personaje principal               | Cartman Consigue una Sonda Anal         |
| Kyle Broflovski   | Personaje principal               | Cartman Consigue una Sonda Anal         |
| Stan Marsh        | Personaje principal               | Cartman Consigue una Sonda Anal         |
| Butters Stotch    | Estudiante                        | Cartman Consigue una Sonda Anal         |
| Heidi Turner      | Estudiante                        | Mariposeando con los niños              |
| Craig Tucker      | Estudiante                        | El Sr. Mojón, el espíritu de la Navidad |
| Jimmy Valmer      | Estudiante                        | Pelea de invalidos                      |
| Token Black       | Estudiante                        | Cartman Consigue una Sonda Anal         |
| Gerald Broflovski | Padre de Kyle                     | Paco el flaco                           |
| Ike Broflovski    | Hermano de Kyle                   | Cartman Consigue una Sonda Anal         |
| Sheila Broflovski | Madre de Kyle                     | Muerte                                  |
| Herbert Garrison  | Profesor / Candidato presidencial | Paco el flaco                           |
| PC Principal      | Director de escuela               | Impresionante y Valiente                |
| Hillary Clinton   | Político / Candidato presidencial | El snuke                                |
| Freja Ollengaurd  | Deportista                        | Skank Hunt                              |
| Officer Barkley   | Policía                           | El problema chino                       |
| El viejo Mecánico | Granjero                          | El show de Butters                      |

#### Debutantes
| Personaje   | Roll        |
| ----------- | ----------- |
| Lester Holt | Presentador |

#### Locaciones
| Locación                    | Utilización | Primera aparición               |
| --------------------------- | ----------- | ------------------------------- |
| Escuela primaria South Park | Escuela     | Cartman Consigue una Sonda Anal |
| Resencia Broflovsky         | Residencia  | Muerte                          |
| Bar de vinos                | Bar         |                                 |

## Temática y referencias culturales

### Temática principal

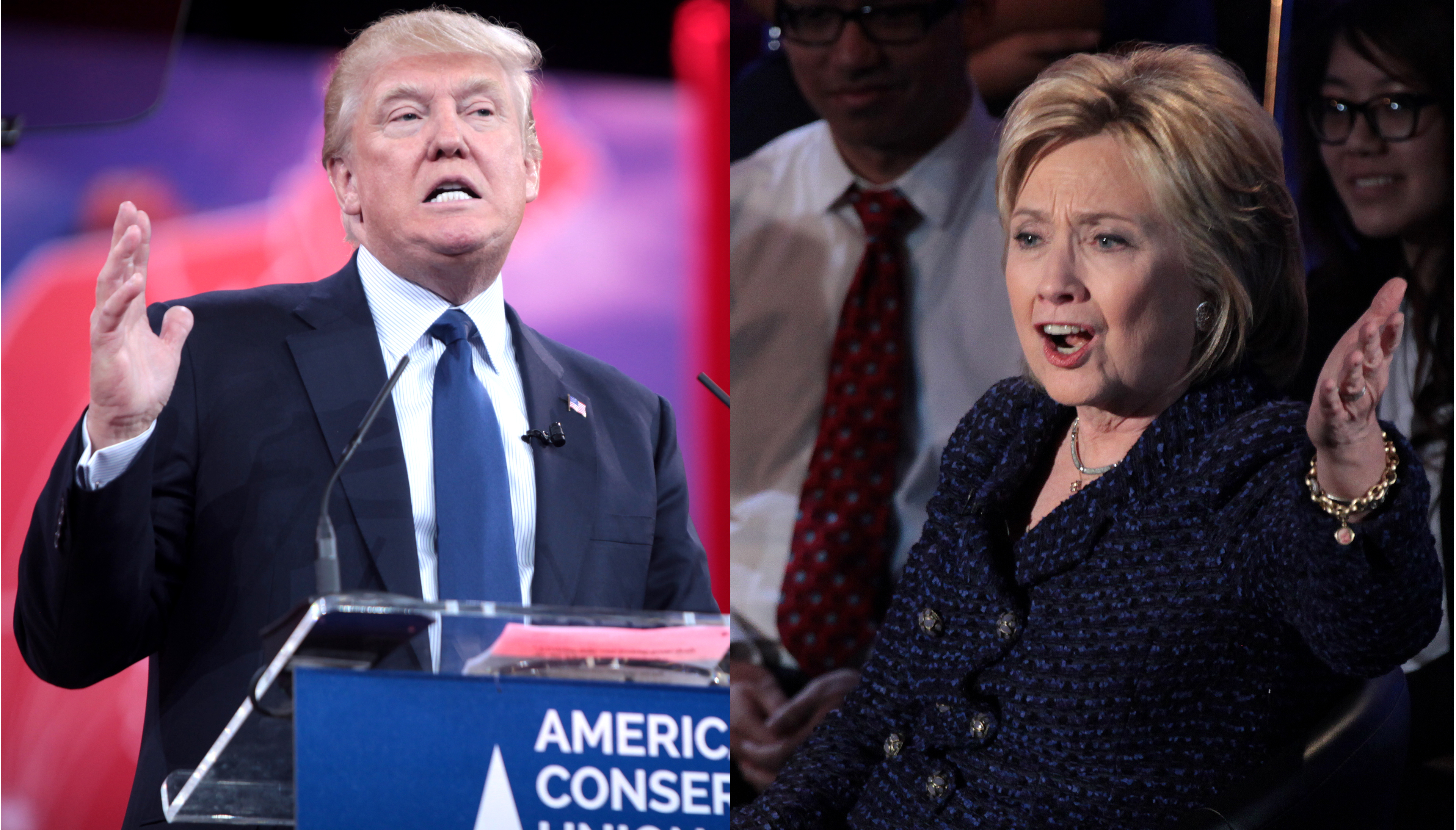
Los candidatos presidenciales Trump y Clinton se enfrentan en el primer debate durante el episodio.

La temporada vigésima gira en torno a unas temáticas definidas desde el primer episodio. En primer lugar está el tema de la influencia de la tecnología en la sociedad actual. Este tema ya había sido tratado en temporadas anteriores y es retomado desde dos puntos de vista: la dependencia de las personas de las redes sociales como mecanismo de comunicación y sociabilidad y el acoso a través de las mismas redes sociales. En The Damned tanto Eric como Heidi se retiran de la red social Twitter y son considerados por los demás como una especie de espíritus ausentes e imperceptibles. A pesar de que están vivos en realidad, para todo el mundo son personas que han desaparecido de la vida social, ya sea por suicidio (Heidi) o por homicidio (Cartman). Una vez que estos dos personajes comparten su salida del mundo de las redes sociales, encuentran un espacio diferente para compartir y comunicarse en forma más profunda y real. Con esto South Park hace una crítica a la dependencia de la sociedad de sus herramientas tecnológicas y su pérdida de la noción de la realidad. En segundo lugar, la serie muestra como las mismas redes sociales pueden constituirse en un arma utilizada para el acoso o bulling, debido a que permiten cierto anonimato sin consecuencias o responsabilidades y la vez proporcionan al acosador un nivel de fama muy alto. Por tanto existe una contradicción: se puede ser un famoso acosador, pero a la vez siendo un personaje anónimo y exento de consecuencias por sus actos. Este es el caso de Gerald Broflovsky y su personaje como trol cibernético.
Un segundo gran tema de la temporada vigésima es la campaña presidencial donde el señor Garrison representa al polémico Donald Trump quien se enfrenta a Hillary Clinton. En  The Damned, South Park hace una parodia del primer debate presidencial pero sin centrarse en el contenido del mismo. Parker y Stone reafirman la posición sobre la campaña presidencial del 2016 según la cual ambos candidatos no valen la pena, pues por un lado, el candidato republicano no tiene ningún programa de gobierno y la candidata demócrata no tiene carisma para cautivar a los electores y es deshonesta. En el episodio se muestra al señor Garrisón (parodia de Donald Trump) tratando de dañar su propia campaña confesando su incapacidad como gobernante, pero entre más trata de hacerlo más simpatizantes obtiene debido a que la gente le gusta su lenguaje sincero y anti político. Todo esto genera una gran división del electorado estadounidense y una indecisión de los votantes para alinearse con uno u otro candidato. 
La guerra de géneros es un subtema que inició en el segundo episodio de la temporada pero no tuvo continuidad en el tercero, apenas se mencionó en una de las escenas donde Stan se encuentra deprimido por la ruptura con Wendy. Lo mismo sucede con el tema de Member berries, que son unas frutillas que dicen todo el tiempo frases que generan nostalgia por el pasado. Este tema está siendo utilizado por los escritores como una misteriosa tema de fondo que puede ser la explicación de la trama general de la temporada.